# Boulgou
O Boulgou é uma província de Burkina Faso localizada na região de Centro-Este. Sua capital é a cidade de Tenkodogo.

## Departamentos

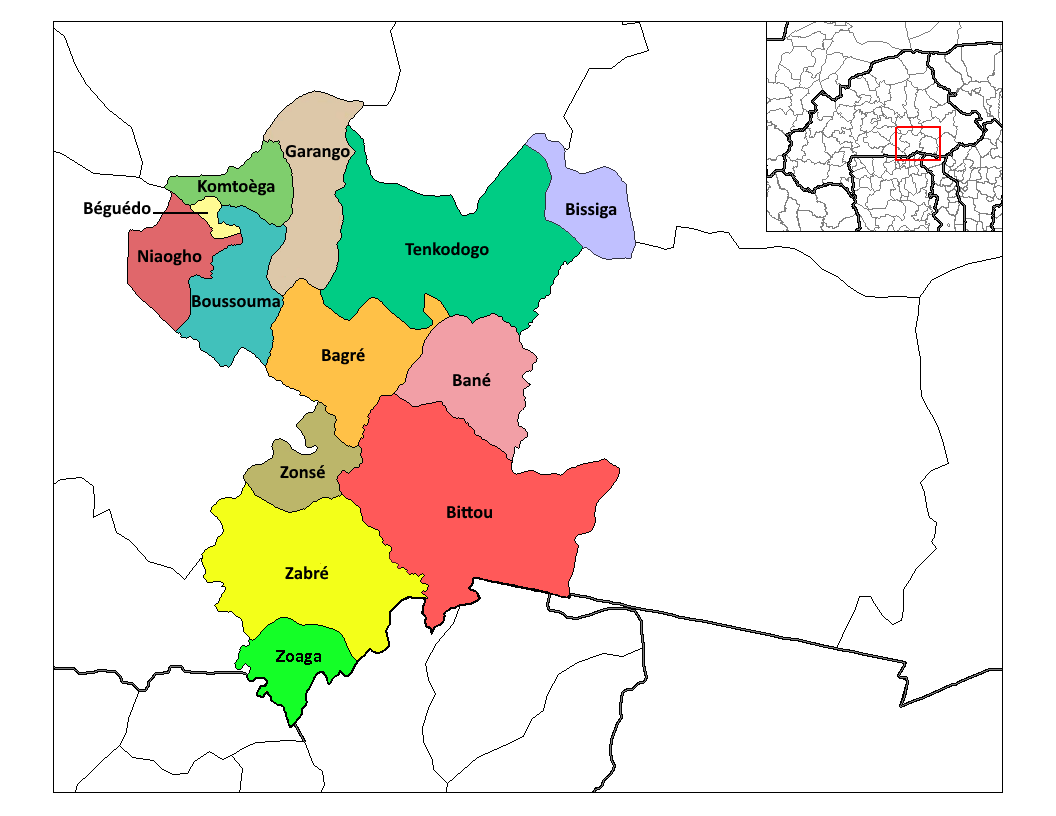
Localização dos diversos departamentos da província do Boulgou, Burkina Faso

A província do Boulgou está dividida em treze departamentos:
- Bagré
- Bané
- Béguédo
- Bissiga
- Bittou
- Boussouma
- Garango
- Komtoèga
- Niaogho
- Tenkodogo
- Zabré
- Zoaga
- Zonsé